# Al-Nour
Al-Nour (Árabe: النور; La Luz) es una estación de radio pro-Hizbulá establecida en Beirut, Líbano, desde el 9 de mayo de 1988. 
En julio de 2006, durante la crisis entre Israel y el Líbano, Israel atacó la estación de televisión de Hezbolá, Al-Manar y la estación de radio Al-Nour en Haret Hreyk (Harat Hurayk).

## Objetivos
Al-Nour ha declarado como sus objetivos: 

1. La introducción de la cultura, así como los valores que se derivan de los mensajeros divinos y proteger a los orígenes de la cultura libanesa.
2. Proteger los intereses nacionales al exponer las principales cuestiones que ponen en peligro sus intereses, como hacer frente a los planes del imperialismo sionista.
3. Despertar a la nación y su capacidad para lograr el apoyo a la resistencia para liberar la tierra existe.
4. La construcción de una generación consciente de los problemas de los jóvenes y su protección mediante la creación de su intelecto.
5. Mirar los problemas de todas las naciones justas.
6. Trabajar objetivamente como medio de comunicación estableciendo una efectiva y productiva opinión pública.
7. Contribuir con el fin de desarrollar la conciencia social en los ámbitos de la política, la economía, el medio ambiente, la salud y la ciencia.